# Zeta Ophiuchi
Zeta Ophiuchi (ζ Oph) – gwiazda w gwiazdozbiorze Wężownika, znajdująca się w odległości około 560 lat świetlnych od Słońca.

## Charakterystyka obserwacyjna

Położenie w gwiazdozbiorze

Jest trzecią co do jasności gwiazdą w konstelacji Wężownika, o obserwowanej wielkości gwiazdowej wynoszącej 2,56m. Starsze pomiary sondy Hipparcos sugerowały, że gwiazda ta jest odległa o 366 lat świetlnych (112 parseków), jednak sonda Gaia zmierzyła mniejszą wartość paralaksy, wskazując na odległość 560 ± 120 lat świetlnych (172 ± 37 pc).
Światło gwiazdy jest znacznie poczerwienione i osłabione na skutek przejścia przez absorbujący pył międzygwiazdowy.

## Charakterystyka fizyczna
Jest to błękitna, bardzo gorąca gwiazda typu widmowego O, sklasyfikowana jako podolbrzym, o temperaturze około 32 500 K. Parametry fizyczne gwiazdy silnie zależą od odległości, znanej z dużą niepewnością; przyjąwszy odległość 460 lat świetlnych, można obliczyć, że jej jasność jest około 68 tysięcy razy większa niż jasność Słońca, promień jest 8 razy większy niż promień Słońca, a masa to około 20 mas Słońca. Jej wiek jest oceniany na 4 miliony lat i ma ona przed sobą jeszcze drugie tyle, zanim wybuchnie jako supernowa.
Gwiazda porusza się z prędkością ok. 400 km na sekundę (1,44 mln km/h), jest gwiazdą uciekającą. W przeszłości stanowiła najprawdopodobniej układ podwójny z inną, jeszcze bardziej masywną gwiazdą. Większa masa była powodem krótszego życia towarzyszki i jej eksplozji jako supernowej, która odrzuciła Zeta Ophiuchi, nadając jej znaczną prędkość.